# Anisocerus scopifer
Anisocerus scopifer là một loài bọ cánh cứng trong họ Cerambycidae.